# Francisco de Paula e Silva (bispo)
Dom Francisco de Paula Silva, CM (22 de outubro de 1866 — 4 de junho de 1918) foi um padre lazarista e bispo católico brasileiro. Foi o 23o bispo do Maranhão.